# Cryptagriotes
Cryptagriotes is een geslacht van kevers uit de familie  
kniptorren (Elateridae).
Het geslacht is voor het eerst wetenschappelijk beschreven in 1916 door Wickham.

## Soorten
Het geslacht omvat de volgende soort:
- Cryptagriotes minusculus Wickham, 1916